# NGC 1430
NGC 1430 је појединачна звезда у сазвежђу Еридан која се налази на NGC листи објеката дубоког неба.
Деклинација објекта је - 18° 13' 28" а ректасцензија 3h 43m 25,2s. Привидна величина (магнитуда) објекта NGC 1430 износи 12,8 а фотографска магнитуда 13,3.